# Damir Vanđelić
Damir Vanđelić (Zagreb, 11. veljače 1968.), hrvatski menadžer, političar, inženjer strojarstva i branitelj u Domovinskom ratu. Osnivač je i trenutačni predsjednik liberalne i centrističke stranke Republika.

## Rani život i obrazovanje
Rodio se u Zagrebu 11. veljače 1968. godine. Završio je osnovnu i srednju školu u Zagrebu. Diplomirao je strojarstvo na Fakultetu strojarstva i brodogradnje u Zagrebu. Dobio je priznanje rektora i medalju fakulteta za najboljeg studenta u klasi.

## Hrvatski branitelj
Kao hrvatski branitelj branio je položaj na brdu Djed iznad Hrvatske Kostajnice. Zarobljen je zajedno s drugim braniteljima u Hrvatskoj Kostajnici 12. rujna 1991. i odveden najprije u Kukuruzare, a zatim u zatvor u Glinu, gdje je proveo 173 dana. Kao i većina zarobljenika, bio je podvrgnut zlostavljanju, tukli su ga i mučili, bio je sustavno ponižavan. Razmijenjen je među posljednjima, tek u petom pokušaju. Nositelj je Spomenice Domovinskog rata 1990. – 1992.

## Karijera
Karijeru započinje u Plivi 1992. godine gdje je započeo kao pripravnik, a otišao je 1997. kao rukovoditelj odjela. U Adris dolazi 2004. godine i preuzima funkciju direktora investicija Adris Grupe, koju je uspješno obnašao do 2016. godine.
MBA studij završio je 2008. na Sveučilištu Liverpool u Velikoj Britaniji. Dodatno se usavršavao na Institutu Brewing u Londonu i Sveučilištu Heriot Watt u Edinburghu.
Bio je član uprave Adris Grupe, predsjednik nadzornog odbora INA-e od 2016. i predsjednik Savjeta HANFA-e. Od 2016. godine bio je predsjednik Uprave Croatia osiguranja.
Imenovan je u Vijeće za domovinsku sigurnost 2015. godine, koje je vanjsko savjetodavno tijelo Predsjednika Republike Hrvatske ustanovljeno u mandatu Kolinde Grabar-Kitarović. Ona ga je, u vrijeme političke krize oko formiranja koalicijske Vlade HDZ-a i Mosta, predložila za privremenog premijera, što Vanđelić u konačnici nije prihvatio.
Bio je ravnatelj Fonda za obnovu grada Zagreba, Krapinsko-zagorske i Zagrebačke županije nakon razornog potresa u Zagrebu 2020. od listopada 2020. do studenoga 2021. kada je sam dao ostavku.

## Politički angažman

### Lokalni izbori 2020.
Uoči lokalnih izbora 2021. dobio je ponudu HDZ-a za kandidaturu na mjesto gradonačelnika Zagreba na njihovoj listi (kao nezavisni kandidat), ali je odbio ponudu.

### Osnivanje stranke
Dana 2. prosinca 2023. predstavio je naziv i ciljeve svoje političke stranke Republika. Ime Republika inspirirano je Dubrovačkom Republikom.
O Dubrovačkoj Republici rekao je sljedeće: „Dubrovačka Republika danas služi kao uzor modernim republikama ne samo zahvaljujući svom gospodarskom uspjehu i političkoj stabilnosti, već i zbog njenih vrijednosti demokratičnosti, mudre politike i tolerancije. Njezino nasljeđe podsjeća na važnost promišljene vlasti, vrijednost mirnog suživota različitih kultura i vjera, te pokazuje da je moguće izgraditi prosperitetno društvo na temeljima uzajamnog poštovanja i razumijevanja. Dubrovačka Republika je dokaz da male države mogu ostaviti dubok i trajan utjecaj na svjetsku povijest, služeći kao svjetionik mudrosti, demokracije i tolerancije.”

### Uoči izbora
U veljači 2024., kao predsjednik stranke Republika, podržao je antivladin prosvjed Dosta je! koji je održan 17. veljače u Zagrebu, a koji su organizirali koalicija Rijeke pravde (SDP, Centar, Stranka s imenom i prezimenom (IP), Građansko-liberalni savez (GLAS), Hrvatska seljačka stranka (HSS), Narodna stranka – Reformisti) i Možemo!. Okidač za prosvjed bilo je imenovanje Ivana Turudića za glavnog državnog odvjetnika.

### Koalicija s Fokusom
U ožujku 2024. stupio je u koaliciju s centrističkom strankom Fokus kao premijerski kandidat. Jedan od ključnih ciljeva koalicije je suzbitak korupcije.

## Osobni život
Oženjen je i otac troje djece. Govori hrvatski, engleski i njemački jezik.
Do osnutka stranke Republika nikada nije pripadao političkoj stranci.